# Ле-Мас
Ле-Мас (фр. Le Mas) — коммуна на юго-востоке Франции в регионе Прованс — Альпы — Лазурный берег, департамент Приморские Альпы, округ Грас, кантон Грас-1. До марта 2015 года коммуна административно входила в состав упразднённого кантона Сент-Обан (округ Грас).
Площадь коммуны — 32,15 км², население — 128 человек (2006) с тенденцией к росту: 171 человек (2012), плотность населения — 5,3 чел/км².

## Население
Население коммуны в 2011 году составляло — 170 человек, а в 2012 году — 171 человек.
| 1962 | 1968 | 1975 | 1982 | 1990 | 1999 | 2005 | 2006 | 2010 | 2011 | 2012 |
| ---- | ---- | ---- | ---- | ---- | ---- | ---- | ---- | ---- | ---- | ---- |
| 41   | 46   | 25   | 120  | 108  | 136  | 130  | 128  | 169  | 170  | 171  |

Динамика численности населения:

## Экономика
В 2010 году из 93 человек трудоспособного возраста (от 15 до 64 лет) 66 были экономически активными, 27 — неактивными (показатель активности 71,0 %, в 1999 году — 59,6 %). Из 66 активных трудоспособных жителей работали 55 человек (36 мужчин и 19 женщин), 11 числились безработными (3 мужчины и 8 женщин). Среди 27 трудоспособных неактивных граждан 7 были учениками либо студентами, 10 — пенсионерами, а ещё 10 — были неактивны в силу других причин.
На протяжении 2010 года в коммуне числилось 53 облагаемых налогом домохозяйства, в которых проживало 105,0 человек. При этом медиана доходов составила 15 тысяч 056 евро на одного налогоплательщика.

## Достопримечательности (фотогалерея)

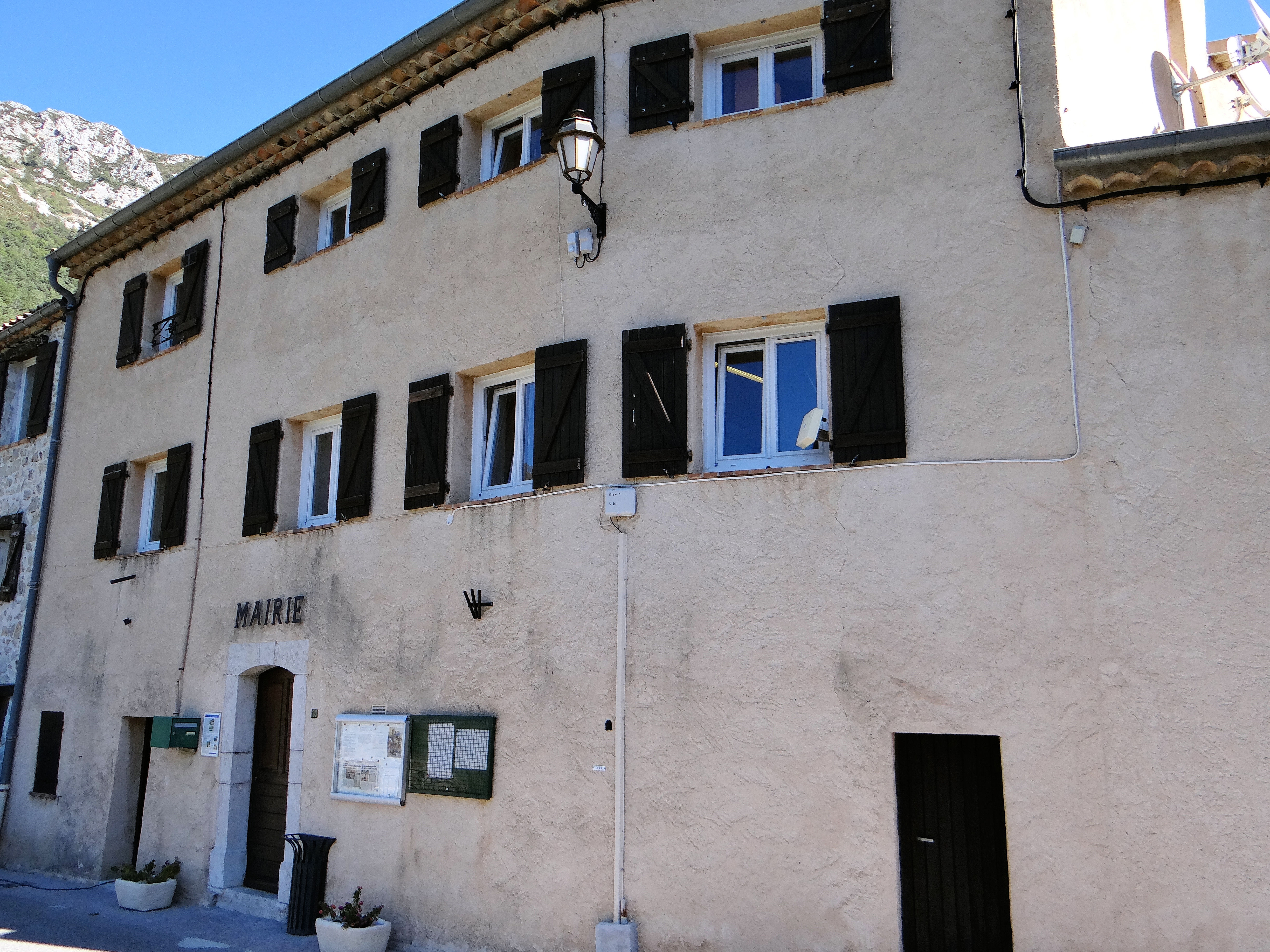
Здание мэрии